# آقبلاغ سفلی
آقبلاغ سفلی یک روستا در ایران است که در دهستان ارشق مرکزی واقع شده‌است. آقبلاغ سفلی ۵۴ نفر جمعیت دارد.